# Чонкералуй-є-Єкан
Чонкералуй-є-Єкан (перс. چنقرالوی یکان) — село в Ірані, входить до складу дехестану Південний Назлуй у Центральному бахші шахрестану Урмія провінції Західний Азербайджан.